# Irvington (Kentucky)
Irvington è un comune degli Stati Uniti d'America, situato nello Stato del Kentucky, nella Contea di Breckinridge.